# Prince Mychkine

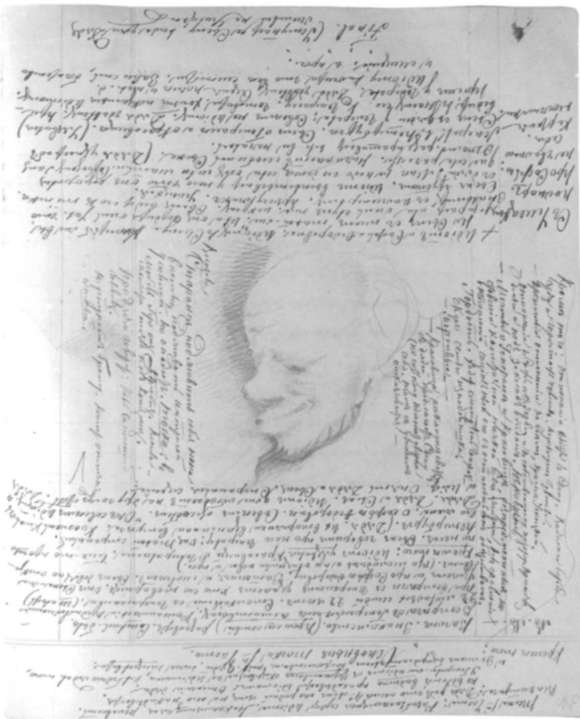
Dessins et texte manuscrit de F.M. Dostoïevski. "L'Idiot" de 1867

Le Prince Mychkine, Muichkine ou Prince Lev Nikolaïevitch Mychkine (en russe : Князь Лев Никола́евич Мы́шкин) est le héros principal du roman L'Idiot de l'écrivain russe Fiodor Dostoïevski, publié en 1869.

## Aspect du personnage
L'idiot pour les contemporains du prince est en fait un fol en Christ.
Le prince Mychkine est un « jeune homme [.] de vingt-six à vingt-sept ans, un peu plus grand que la moyenne, [sa chevelure est épaisse et d'un blond fade], les joues creuses et une petite barbiche légère, tout en pointe, presque totalement blanche. Ses yeux sont grands et bleus et attentifs. ». Leur fixité a quelque chose de doux mais inquiétant. Ils ont un étrange reflet qui pourrait se révéler être celui du regard d'un épileptique. Ses traits ne manquent pas de finesse,.      
Sa voix est « douce et conciliante ». Il est présenté comme appartenant au meilleur monde et étant d'une politesse raffinée.
Il manque toutefois d'aisance en société et est souvent embarrassé et maladroit. Mais il n'est jamais désemparé; il sait garder son sang-froid.
Il n'a souci ni de son élégance, une fois qu'il prendra possession d'un vaste héritage, ni de son débraillé aussi longtemps qu'il manque de moyens. Toute valeur humaine a pour lui plus d'importance que l'argent : il emprunte sans penser déchoir ou donne sans compter.
Le prince est courageux, brave sans être téméraire et sans l'impavidité d'un cœur froid. Dans la société il prend parti pour les causes nobles et délicates, celles perdues d'avance. Il a un sentiment de l'honneur très affiné envers tout ce qui est noble, inutile ou menacé.
Tout le monde le tient pour bavard, mais c'est par ingénuité de quelqu'un qui ne peut même pas concevoir la nécessité de la prudence. Il s'abstient toujours de juger et reste dans un état de pensive humilité, en relation intime avec la perfection.
C'est un fin psychologue. La puissance de son regard vient du fait qu'il n'est durci par aucune convoitise ou hostilité. Il fait confiance à tout le monde et quand il voit bien les défauts du prochain il les accepte avec une objectivité tranquille. Le prince est prêt à aider autrui jusqu'à l'oubli complet de soi-même.
S'ajoute à toutes ces qualités, celle de la véracité. Non pas parce qu'il ne ment pas, mais parce qu'il s'est mis au service de la vérité et qu'il l'exprime en restant indifférent à tout ce qui peut en résulter y compris des choses fort désagréables.
Le prince a souffert d'épilepsie dès sa première enfance. Il est resté longtemps en Suisse pour se faire soigner et d'un coup il a été délivré des ténèbres qui l'oppressaient sans être totalement guéri de la maladie. C'est grâce à ses relations avec les enfants du village suisse et avec Marie qui est malade, qu'il a vu sa santé se raffermir. Les évènements qu'il va connaître en Russie vont faire réapparaître les crises et le prince se retrouve à la fin du roman dans le même état que dans cet établissement de santé suisse et ne reconnaît plus les gens qui l'entourent.
Le prince est mal équipé pour les relations d'homme à homme et les traits de sa personnalité ne facilitent pas le succès dans la société. Il a choisi une manière d'existence qui s'efforce d'incarner les plus hautes valeurs humaines et se révèle difficile à déployer en ce monde.

## Signification de la figure

### Les enfants
Quand le prince Mychkine arrive en Russie, il sort d'une cure thérapeutique contre l'épilepsie. Malade et soigné en Suisse, il a vécu avec les enfants du village. Il a participé pleinement à leur ouverture d'esprit et à leur manière de vivre, car, contrairement à la majorité des autres adultes, il prend l'enfant au sérieux. Pour lui :
« On peut tout dire aux enfants... Les enfants eux-mêmes s'aperçoivent que leurs parents les croient trop petits et incapables de comprendre alors qu'en réalité ils comprennent tout. ».
Il raconte son départ de Suisse comme suit : « Quand j'étais en wagon, je pensais : je vais maintenant entrer dans la société des hommes ;... une vie nouvelle a commencé pour moi...Il se peut que j'aie des ennuis et des difficultés dans mes rapports avec les hommes. En tout cas j'ai résolu d'être courtois et sincère avec tout le monde. ».
Lui-même sera pris pour un enfant. Certains critiques voient, à ce propos dans son épilepsie, la tentative d'éluder ses responsabilités d'adulte en restant puéril. Le concept d'« enfant » rejoignant alors celui d'« idiot ». Mais le prince est bien conscient de son état. Il sait qu'il est « d'ailleurs » : « Peut-être qu'ici encore on me regardera comme un enfant, tant pis ! Tout le monde me considère aussi comme un idiot. Je ne sais pourquoi. J'ai été si malade, il est vrai, que cela m'a donné autrefois l'air d'un idiot. Mais suis-je un idiot, à présent, que je comprends moi-même qu'on me tient pour un idiot ? ».

### La peine de mort
Le prince Mychkine a l'occasion de donner son avis sur la peine de mort et sur les sentiments que l'exécution suscite. La première occasion concerne la description de la mise à mort par l'usage de la guillotine en France, à Lyon. La seconde est relative à l'exécution d'un prisonnier qui, au pied de l’échafaud, avait été condamné avec d'autres codétenus à être fusillés pour crime politique, qui avait vu l'exécution de ses compagnons et qui, sa peine de mort étant commuée, fut gracié vingt minutes plus tard.

### Nastassia Philipovna
Dès son entrée dans la famille du général Epantchine, le prince voit un portrait de Nastassia Philipovna et, découvre sa beauté : C'est un visage extraordinaire...! « C'est étonnant comme elle est belle ».
Quelques heures après son arrivée, il est à nouveau devant son portrait : « Il regarda autour de lui, s'approcha de la fenêtre pour être plus près du jour et se mit à examiner le portrait de Nastassia Philipovna... La beauté éblouissante de la jeune femme devenait même insupportable sur ce visage blême aux joues presque creuses et aux yeux brulants ; beauté anormale en vérité. Le prince contempla le portrait pendant une minute , puis se ressaisissant et jetant un regard autour de lui, il le porta à ses lèvres, et l'embrassa. Lorsqu'une minute plus tard il entra dans le salon, son visage était parfaitement calme ». Le prince sait que la beauté est une qualité métaphysique. Quand il parlera d'Aglaé, une autre jeune femme, il dira « Oh si, elle est remarquable. Vous êtes extraordinairement belle Aglaé Ivanovna. Vous êtes si belle qu'on a peur de vous regarder... Il est difficile d'interpréter la beauté;... La beauté est une énigme ». Par la beauté l'être acquiert le pouvoir de provoquer l'amour ; touchant le cœur et le sang elle touche aussi l'esprit. La beauté domine toutes choses et les saisit sans effort. Elle est de quelque manière affranchie de l'alternative du bien et du mal, indifférente et comme mystérieusement irresponsable... inexplicable .
Nastassia Philipovna est placée sous la catégorie de la perfection. Le prince lui dit un jour « Tout en vous est parfait ». Dès le principe et par essence elle est ordonnée à la perfection parce qu'elle a une naturelle grandeur. Comme le prince Mychkine, elle accomplira complètement sa figure et son destin. Elle est en ce sens « unique » et est par là une digne émule du prince. Dans sa jeunesse, elle a été ravagée par les actes d'un tuteur. Elle le hait. Mais sa haine finalement se tourne, du fait de sa perfection, contre elle-même. Elle vit alors dans un profond désespoir. Sa manière d'être belle révèle tout ensemble ce rapport à la perfection et ce désespoir. Cette beauté touche le prince chez qui nait un amour, qui n'est fait que de souffrance. Son amour s'éveille devant une beauté qui s'abîme dans la perdition, devant le désespoir d'être né sous le signe de la perfection.
Quand Mychkine rencontre Nastassia pour la première fois  les deux personnages échangent avec étonnement leur impression de s'être déjà vu. Au sein de leur rencontre actuelle, historique quelque chose d'« éternel ». se dévoile. Pour Romano Guardini, philosophe catholique, Nastassia ne sait pas que c'est la ressemblance du Christ, du Sauveur, qu'elle voit dans le prince. Mychkine porte également en lui, dans sa conscience temporelle, ce sentiment d'éternelle rencontre. De son être naît pour les yeux de Nastassia l'existence du  Rédempteur .

### Le soufflet au prince
Varia (Barbara Ivolguine) et Gania (Gabriel Ivolguine) se querellent avec violence. Gania est un soupirant de Nastassia. Varia, sa sœur, a traité sa fiancée Nastassia de « dévergondée ». « Gania resta un moment comme foudroyé par l'algarade de sa sœur. Mais quand il vit que Nastassia Philipovna s'en allait cette fois pour de bon, il se jeta comme un fou sur Varia, et dans un accès de rage la saisit par la main... Gania sentit un nuage lui passer devant la vue : il s'oublia complètement et lança à toute volée un coup dans la direction de sa sœur. Il visait à la figure. Mais une autre main retint la sienne au vol. Le prince s'était interposé. - Assez ! cela suffit ! dit-il d'une voix ferme, bien qu'une violente émotion le fit trembler des pieds à la tête. - Ah ça, il faudra donc que je te retrouve toujours sur mon chemin ! hurla Gania qui, au comble de la fureur lâcha soudain la main de Varia et envoya, de son bras libre, un vigoureux soufflet au prince...Le prince pâlit. Il regarda Gania au fond des yeux avec une étrange expression de reproche; ses lèvres tremblaient et s'efforçaient d'articuler quelque chose ; un sourire singulier et insolite les crispait. - Pour moi, peu importe... mais elle, je ne permettrai pas qu'elle soit frappée, dit-il à mi-voix... » 
Ce mystérieux sourire du prince vient du fait que le prince s'exprime d'un plan plus lointain et plus profond que les autres. Il est comme un étranger au milieu d'eux.
Le prince a fait preuve de bravoure chevaleresque en prenant la défense de la jeune fille. La logique voudrait qu'il se décharge contre l'offenseur, mais il lui dit seulement : « Pour moi peu importe ... ». Son ami et rival auprès de Nastassia, Rogojine, prend son parti et dit : « Tu auras honte, Gania, d'avoir insulté pareille... brebis (il ne sut pas trouver un autre mot). ».

### Rogojine
Parfène Rogojine a 27 ans. Le prince le rencontre dès le début du roman dans le train qui vient de Suisse vers Petersbourg. Rogojine a une nature impétueuse et volcanique. Il se moque du prince, mais en même temps se révèle entre les deux hommes une singulière relation, voire une parenté. 
Rogojine est touché par l'être même du prince. Rogojine devine l'âme de Mychkine dès leur première rencontre et il l'aime : « Prince, je sais pas pourquoi je t'ai aimé tout de suite. [.] t'es un vrai fol-en-prince, Dieu aime les gens comme toi. ». Pour lui, le prince est sensé mais son entendement est enchaîné. Il est « comme un paysan crasseux » qui n'a rien appris. Tout en lui est enchaîné. Seul l'amour pourrait le libérer et le rendrait capable de toutes les audaces et de toutes les bontés.
Rogojine avait promis au prince de lui faire rencontrer Nastassia Filippovna...
Et cet amour naît dès la première rencontre du prince avec Nastassia. La passion est totale et inconditionnée, violente. Aussi bien pour lui que pour la personne à laquelle cette passion s'adresse : Nastassia. Il est de plus torturé par la jalousie. 
Nastassia aime Mychkine et ce n'est qu'en désespérant de pouvoir lui appartenir qu'elle se précipite vers Rogojine.
Les rapports entre les deux hommes et Nastassia provoquent le mystérieux épisode de la tentation et de la faute de Mychkine. Ce dernier sait que Rogojine vient « justement » d'acheter un couteau de jardinier. Mû par un obscur pressentiment, le prince inconsciemment, puis plus nettement, se met en quête du couteau, et, contre sa promesse sur l'honneur faite à son ami, va trouver Nastassia. Ce qu'il recherche ce n'est pas elle-même mais c'est ce qui se produira s'il va à elle, c'est le couteau de Rogojine... (avec lequel ce dernier tuera plus tard Nastassia). Rogojine le surprend et lève son couteau sur le prince ... qui tombe en crise d'épilepsie. Rogojine ne se rend pas compte de cette crise et s'enfuit sans atteindre Mychkine. La faute de Mychkine est plutôt un manque de vigilance ou de fermeté mais elle se produit au cœur même de la mission que le prince s'est fixée et qui échoue du fait du non-respect de sa parole. Pour Romano Guardini, Dostoïevski a placé cette chute de Mychkine à un endroit où elle ne cadre pas, c'est parce qu'elle s'attache au désastre plutôt qu'à la victoire, pour que l'honneur en revienne à Dieu.
La catastrophe survient finalement. L'assassinat de Nastassia par Rogojine. Mychkine va trouver son ami dans sa ténébreuse maison. Rogojine lui montre étendue sur le lit Nastassia qu'il vient de tuer :« Au bout du lit, un fouillis de dentelles blanches laissait passer l'extrémité d'un pied nu qui semblait sculpté dans le marbre et gardait une immobilité effrayante... ». Il lui fait une étrange proposition : « Nous allons passer la nuit ici, ensemble... nous dormirons ainsi l'un près de l'autre... Eh ! bien, qu'elle se repose pour le moment près de nous, près de toi et de moi !... ». Ils passent la nuit ainsi.
Au matin, quand les deux hommes sont retrouvés, Rogojine a perdu la raison.« Le prince était assis à côté de lui, immobile et silencieux sur son coussin : chaque fois que le malade criait ou délirait, il s'empressait de passer sa main tremblante sur ses cheveux et ses joues dans un geste de caresse et d'apaisement. Mais il ne comprenait déjà plus rien aux questions qu'on lui posait et ne reconnaissait plus les gens qui entraient et l'entouraient. ».
Pour Romano Guardini, les gestes de Mychkine sont des gestes purement humains, mais plutôt que l'annonce d'une ruine définitive, il s'agit d'un bulletin de victoire et ce qui émane de ce tableau final c'est l'image chrétienne du Rédempteur. Force divine et victoire de l'amour jaillissent ici, avec Dostoïevski, de la plus pitoyable détresse, au milieu d'une situation inextricable. Selon le théologien Guardini : « ce qui est impossible aux hommes est possible à Dieu ».